# هیل (آلمان)
هیل (به آلمانی: Hille) یک شهرک و شهر در آلمان است که در میندن-لوبکه واقع شده‌است. هیل ۱۶٬۳۴۳ نفر جمعیت دارد.